# وولفرشتدت
وولفرشتدت (به آلمانی: Wolferstedt) یک منطقهٔ مسکونی در آلمان است که در آل‌اشتد واقع شده‌است. وولفرشتدت  ۷۴۳ نفر جمعیت دارد.